# Economia d'Islàndia
L'economia d'Islàndia fa referència a la macroeconomia i política econòmica d'Islàndia, a més de tot el que faci referència a l'economia del país.
Abans de la crisi financera islandesa del 2008, Islàndia tenia alt creixement econòmic, una equilibrada distribució de riquesa i baixa desocupació. Després de la crisi, les prioritats del govern van passar a ser l'estabilització de la corona islandesa, la contenció de la inflació i del dèficit pressupostari, la reestructuració del sector financer i la diversificació de l'economia.